# Кобда
Кобда (каз. Қобда, до 1997 г. — Новоалексеевка) — село в Актюбинской области Казахстана. Центр Хобдинского района. Административный центр и единственный населённый пункт Кобдинского сельского округа. Код КАТО — 154230100.   В 1928—1930 годах посёлок Ново-Алексеевский административный центр Ново-Алексеевского района.

## История
Сегодняшний населённый пункт возник, как свидетельствуют документы, в 1900—1902 годах. В эту местность приезжали поселенцы из России и Украины.
В 1911 это уже был большой населённый пункт, в котором действовала церковно-приходская школа.

## Население
| Численность населения | Численность населения | Численность населения | Численность населения | Численность населения | Численность населения |
| 1939                  | 1959                  | 1970                  | 1979                  | 1989                  | 1999                  |
| --------------------- | --------------------- | --------------------- | --------------------- | --------------------- | --------------------- |
| 2537                  | ↗2858                 | ↗4206                 | ↗4834                 | ↗5364                 | ↘5288                 |
| 2009                  |                       |                       |                       |                       |                       |
| ↘5244                 |                       |                       |                       |                       |                       |

В 1999 году население села составляло 5288 человек (2697 мужчин и 2591 женщина). По данным переписи 2009 года в селе проживали 5244 человека (2476 мужчин и 2768 женщин).
На 1 октября 2022 года, население села составляло 5982 человек (2942 мужчин и 3040 женщин).

## Уроженцы
- М. С. Прохоров — гвардии старший сержант, Герой Советского Союза.
- Гайнан Нуриевич Курмашев — участник и руководитель подпольной организации Волжско-татарского легиона Вермахта «Идель-Урал».